# 利米特岩

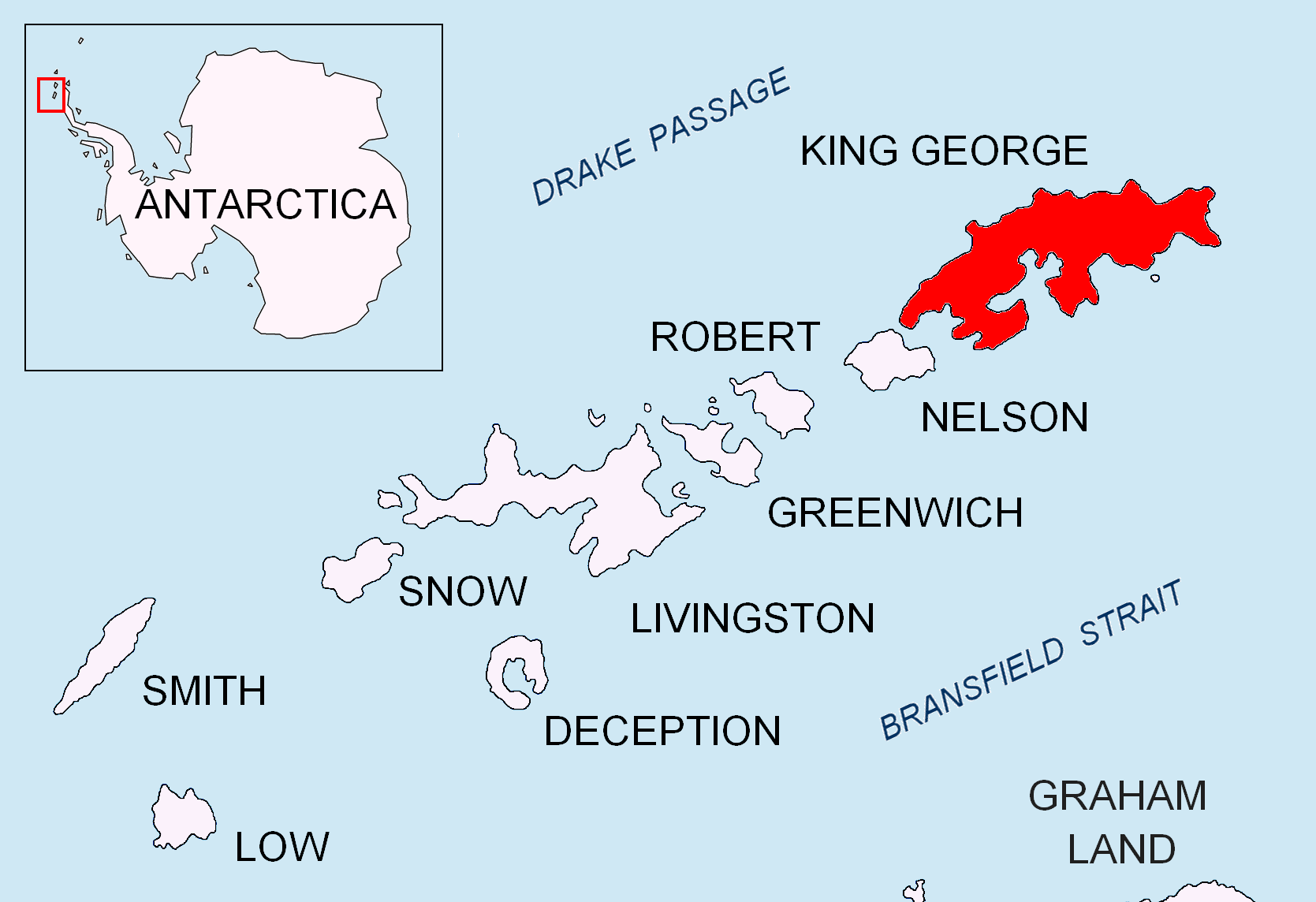

利米特岩（英語：Limit Rock），是南極洲的岩石，位於南設得蘭群島的喬治王島東北角，處於諾斯角以東4公里，在1937年由英國研究隊繪入地圖，現時由南極條約體系管理。